# Magna Carta Records
Magna Carta Records ist ein US-amerikanisches Independent-Label, das im Jahr 1989 gegründet wurde. Es hat sich auf Progressive Rock und Metal spezialisiert und verlegt insbesondere eine Reihe von Supergroups, Soloalben und Tributealben.

## Künstler (Auswahl)
- Age of Nemesis
- Altura
- Android Meme
- Anthropia
- Attention Deficit
- Terry Bozzio
- Cairo
- Bill Cutler
- Derdian
- Glen Drover
- Enchant
- Explorers Club
- James LaBrie
- Liquid Tension Experiment
- Magellan
- MoeTar
- Steve Morse
- Oz Noy
- Ozric Tentacles
- Doug Pinnick
- David Lee Roth
- Royal Hunt
- Jordan Rudess
- Shadow Gallery
- Derek Sherinian
- Billy Sheehan
- Alex Skolnick
- Tempest
- Andy West